# PL-8

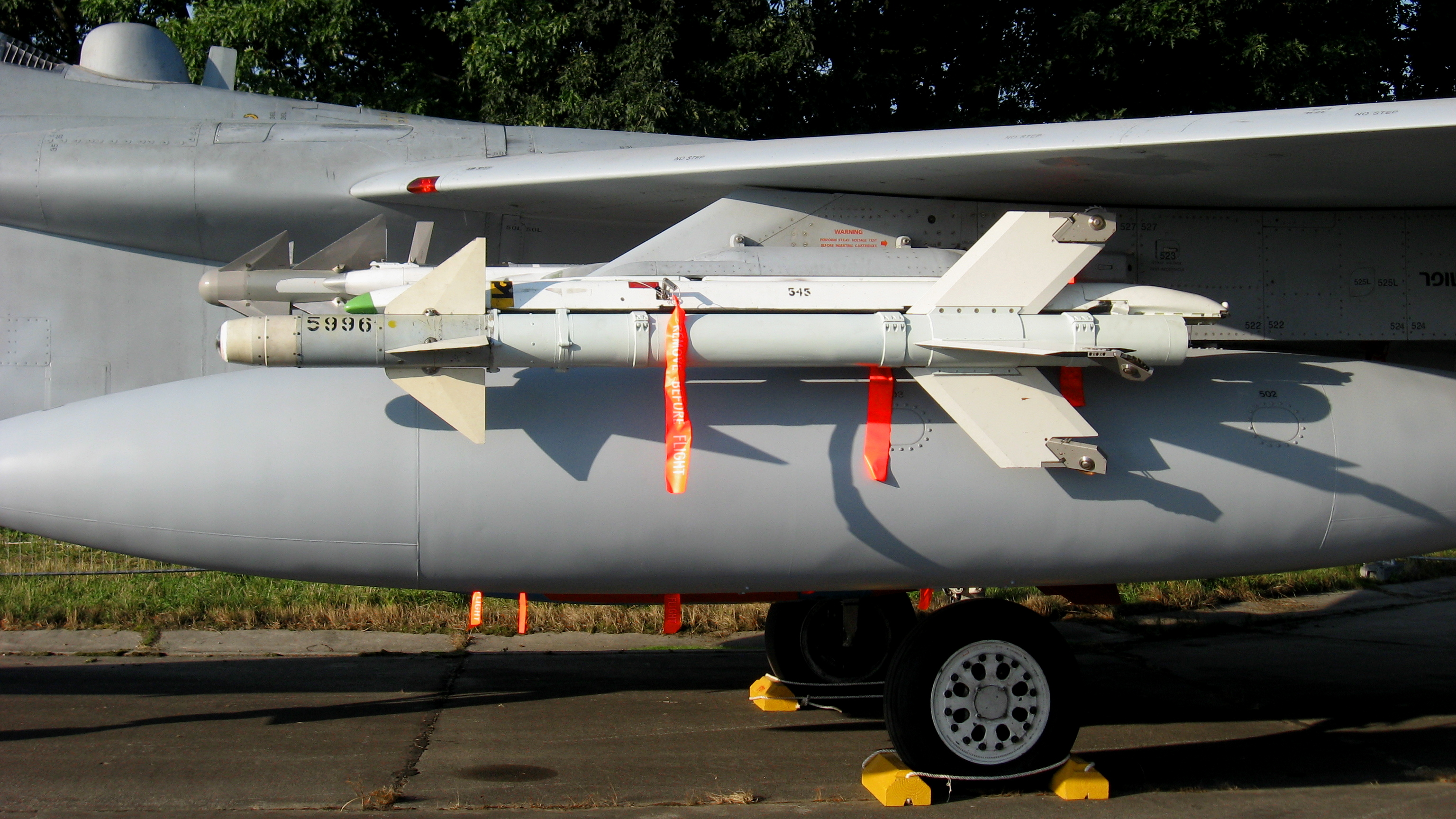
Rafael Python 3 air-to-air missile under the wing F-15D Baz '957'

El PL-8 (chino: 霹雳 -8; pinyin: Pī Lì-8; literalmente: "Thunderbolt-8") es un misil aire-aire (AAM) chino basado en el AAM Python-3 israelí. La experiencia obtenida del PL-8/Python-3 ayudó a China en gran medida a desarrollar su próximo misil, el PL-9.

## Orígenes
Los primeros misiles aire-aire chinos eran misiles obtenidos mediante tecnología inversa. El AIM-9B estadounidense fue copiado en el PL-2 y el AA-2 soviético en el PL-5. Los ingenieros chinos trataron de mejorar el PL-2, comenzando con el PL-3, pero el trabajo avanzó lentamente hasta que se detuvo en 1980. En 1977 la copia del AIM-9E resultó en el PL-2B. En la década de 1980 la fuerza aérea China empezó a colaborar con occidente. En el campo de los misiles aire-aire los chinos produjeron el PL-7, basado en el misil francés R-550. Irán y Pakistán fueron buenos compradores de estos misiles.
A finales de la década de 1980 y durante varios años Israel encontró en China un buen cliente para su tecnología militar. La Fuerza Aérea del Ejército Popular de Liberación (PLAAF) de China quedó bastante impresionada con el misil Python-3 israelí, y autorizó la producción del AAM PL-8 basado en dicho misil en los años ochenta.

## Desarrollo
El programa se denominó con el código Proyecto Número 8 (八号 form) y se inició formalmente el 15 de septiembre de 1983. El principal proveedor del misil fue Xi'an Eastern Machinery Factory (西安 东方 机械 厂), ubicado en Xi'an. Desde marzo de 1988 hasta abril de 1989, la transferencia de tecnología a Chletó, mientras que la construcción y el ensamblaje de las piezas bajo licencia continuaron, y en la primavera de 1989, el misil chino de fabricación nacional completo recibió la certificación estatal.
China también ha desarrollado un sistema de vista de casco (HMS) para el PL-8. Elbit Systems DASH (casco de pantalla y visor) montado en la vista (HMS). Sin embargo, no está claro si esto fue parte del acuerdo firmado por el Python-3 o un proyecto por separado, con colaboración israelí o totalmente chino.
El buscador del misil Python-3 original pudo ser esclavizado a los radares de control de disparo o al sistema DASH HMS. Estas capacidades inicialmente no existían en el PL-8. En la etapa anterior a su servicio en China el misil solo era compatible con radares occidentales y hubo que hacerlo compatible con radares chinos. La única excepción fue que el PL-8 solo podía alcanzar la capacidad de ser esclavo de los radares de control de disparo cuando se usa junto con los pocos radares occidentales en el inventario chino, como el radar aéreo británico GEC-Marconi Skyranger y el FIAR italiano. Un radar de la serie Grifo es empleado en el avión Chengdu J-7, pero el buscador del PL-8 solo pudo ser empleado apuntando hacia el frente cuando se desplegó en aviones con radares chinos, la mayoría de aviones en servicio. Estas capacidades no se lograron completamente hasta la llegada del PL-9, el siguiente misil aire-aire chino. Con este misil no sólo se logró ser compatible con los radares occidentales, sino también con radares chinos y rusos. Estas capacidades del PL-9 se acabaron incorporarando al PL-8 AAM en sus actualizaciones para que PL-8 sea tan capaz como el Python-3.
El PL-8 ha sido el primer misil aire-aire chino con capacidad de ataque de todos los ángulos. A diferencia de los misiles de generaciones anteriores no requiere que el piloto guie su avión para dirigirlo hacia el avión enemigo para así disparar el misil. Puede ser disparado inmediatamente después que el avión enemigo entre en un cono de 30º de la zona objetivo. Las variantes posteriores del PL-8 utilizadas en conjunción con la mira montada en el casco (HMS) han mejorado más el rendimiento. El misil se utiliza para armar a los aviones de combate más potentes, como J-8B/D y J-10, mientras que los misiles más viejos como el PL-5 se utilizan como arma para los aviones como el J-7 y aviones de ataque a tierra, como JH-7 y Q-5.
El misil PL-9 fue el resultado de combinar las células del PL-5 y PL-7 más el sistema de guíado del PL-8. Era necesario ya que el PL-9 se pensó  exclusivamente para exportación dado que China no podía exportar el PL-8.
La base tecnológica lograda con el PL-8 y con otros acuerdos externos permitió a China desarrollar el PL-10 que es el misil de combate aéreo en servicio actualmente.

## Versiones
A diferencia de la práctica de designación china convencional, donde un misil recibe un nombre chino después de que al menos el 70% se fabrica en China, Python 3 recibió un nombre chino desde el principio, y recibió PL-8 cuando se compró. Se especuló que China lo hizo porque no quería revelar más su vínculo con Israel, por lo que el nombre israelí original fue reemplazado por uno chino para evitar dañar la relación entre los países chinos y musulmanes.
Como PL-8 / Python 3 AAM tiene una envergadura mucho más grande que PL-2 / PL-5 (que tiene dimensiones cercanas a los misiles AIM-9), los aviones de combate chinos fueron modificados para llevar pilones extendidos para llevar misiles PL-8. El pilón de punta de ala del avión de combate J-15 recién lanzado basado en un portaaviones también se extiende para este propósito, y se convierte en una firma visual de J-15 que compara Su-33. 
- PL-8: Python 3 AAM proporcionado por Israel

- PL-8A: Licencia AAM ensamblada en China con componentes suministrados por Israel

- PL-8B: AAM chino construido con componentes chinos 100% nacionales

- PL-8H: versión tierra-aire con ojiva un poco más pequeña que pesa 10 kg

La versión de superficie a aire es desarrollada por la Corporación Nacional de Importación y Exportación Aero-Tecnológica de China (CATIC). Según los desarrolladores, hay mejoras menores incorporadas en cada versión, pero no han especificado las actualizaciones exactas.

## Usuarios
China
- Ejército Popular de Liberación (PLA)

- Fuerza Aérea del Ejército Popular de Liberación (PLAAF)

- Fuerza Aérea Naval de la Armada del Ejército Popular de Liberación (PLANAF)

- Datos: Q1523890